# Moulins-sur-Ouanne
Pour les articles homonymes, voir Moulins.
Moulins-sur-Ouanne est une commune française située dans le département de l'Yonne en région Bourgogne-Franche-Comté.

### Localisation

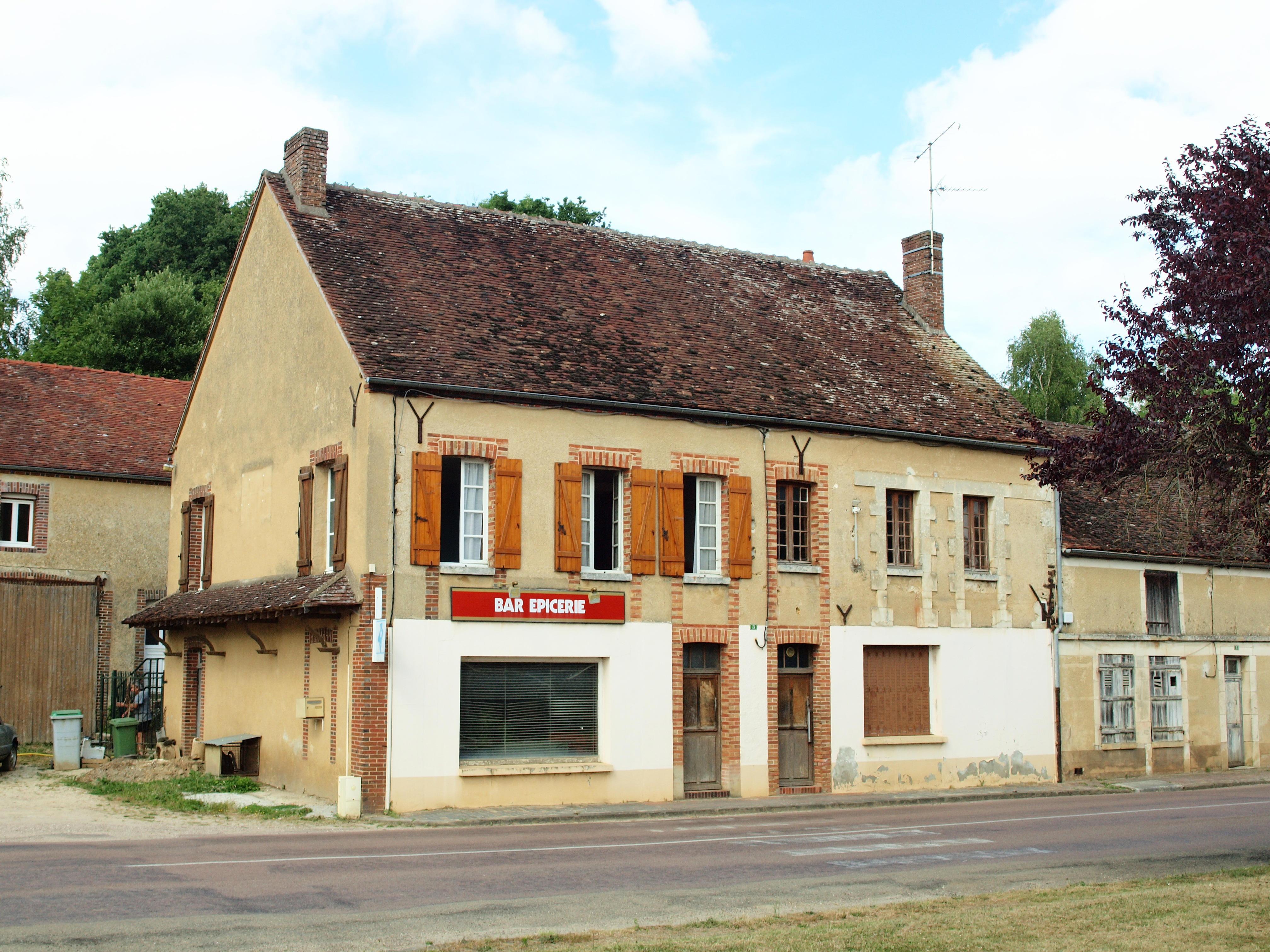
.

## Géographie

### Communes limitrophes
Les communes limitrophes sont Diges, Fontaines, Lalande, Leugny et Toucy.

### Hydrographie
Comme son nom le suggère, la commune est drainée par les divers bras de la rivière Ouanne, un affluent du Loing en rive droite, donc un sous-affluent de la Seine.

### Climat
Pour des articles plus généraux, voir Climat de la Bourgogne-Franche-Comté et Climat de l'Yonne.
En 2010, le climat de la commune est de type climat océanique dégradé des plaines du Centre et du Nord, selon une étude du Centre national de la recherche scientifique s'appuyant sur une série de données couvrant la période 1971-2000. En 2020, Météo-France publie une typologie des climats de la France métropolitaine dans laquelle la commune est exposée à un climat océanique altéré et est dans la région climatique Centre et contreforts nord du Massif Central, caractérisée par un air sec en été et un bon ensoleillement.
Pour la période 1971-2000, la température annuelle moyenne est de 10,6 °C, avec une amplitude thermique annuelle de 16 °C. Le cumul annuel moyen de précipitations est de 789 mm, avec 12,3 jours de précipitations en janvier et 7,6 jours en juillet. Pour la période 1991-2020, la température moyenne annuelle observée sur la station météorologique de Météo-France la plus proche, « Molesmes_sapc », sur la commune de Les Hauts de Forterre à 11 km à vol d'oiseau, est de 11,1 °C et le cumul annuel moyen de précipitations est de 850,3 mm. 
La température maximale relevée sur cette station est de 40,6 °C, atteinte le 25 juillet 2019 ; la température minimale est de −20 °C, atteinte le 9 janvier 1985,,.
Les paramètres climatiques de la commune ont été estimés pour le milieu du siècle (2041-2070) selon différents scénarios d'émission de gaz à effet de serre à partir des nouvelles projections climatiques de référence DRIAS-2020. Ils sont consultables sur un site dédié publié par Météo-France en novembre 2022.

## Urbanisme

### Typologie
Au 1er janvier 2024, Moulins-sur-Ouanne est catégorisée commune rurale à habitat dispersé, selon la nouvelle grille communale de densité à sept niveaux définie par l'Insee en 2022.
Elle est située hors unité urbaine. Par ailleurs la commune fait partie de l'aire d'attraction d'Auxerre, dont elle est une commune de la couronne,. Cette aire, qui regroupe 104 communes, est catégorisée dans les aires de 50 000 à moins de 200 000 habitants,.

### Occupation des sols

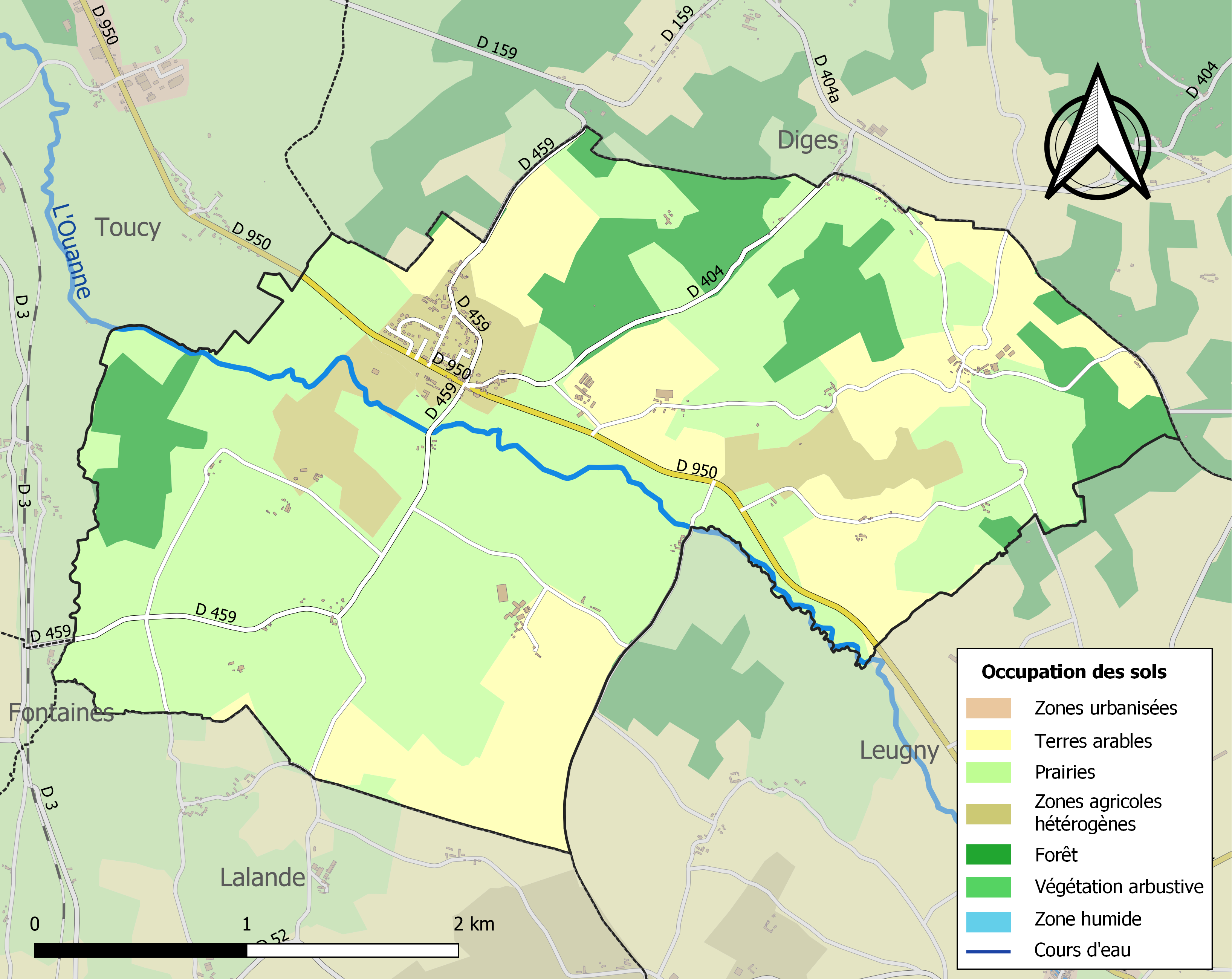
Carte des infrastructures et de l'occupation des sols de la commune en 2018 (CLC).

L'occupation des sols de la commune, telle qu'elle ressort de la base de données européenne d’occupation biophysique des sols Corine Land Cover (CLC), est marquée par l'importance des territoires agricoles (87 % en 2018), une proportion identique à celle de 1990 (87 %). La répartition détaillée en 2018 est la suivante : 
prairies (55,6 %), terres arables (22,8 %), forêts (13 %), zones agricoles hétérogènes (8,6 %). L'évolution de l’occupation des sols de la commune et de ses infrastructures peut être observée sur les différentes représentations cartographiques du territoire : la carte de Cassini (XVIIIe siècle), la carte d'état-major (1820-1866) et les cartes ou photos aériennes de l'IGN pour la période actuelle (1950 à aujourd'hui).

### Habitat et logement
En 2020, le nombre total de logements dans la commune était de 162, alors qu'il était de 165 en 2015 et de 151 en 2010.
Parmi ces logements, 75,3 % étaient des résidences principales, 11,1 % des résidences secondaires et 13,6 % des logements vacants. Ces logements étaient pour 90,1 % d'entre eux des maisons individuelles et pour 9,2 % des appartements.
Le tableau ci-dessous présente la typologie des logements à Moulins-sur-Ouanne en 2020 en comparaison avec celle de l'Yonne et de la France entière. Une caractéristique marquante du parc de logements est ainsi une proportion de résidences secondaires et logements occasionnels (11,1 %) supérieure à celle du département (10,6 %) et à celle de la France entière (9,7 %). Concernant le statut d'occupation de ces logements, 83,6 % des habitants de la commune sont propriétaires de leur logement (85,2 % en 2015), contre 67,4 % pour l'Yonne et 57,5 pour la France entière.
| Typologie                                               | Moulins-sur-Ouanne | Yonne | France entière |
| ------------------------------------------------------- | ------------------ | ----- | -------------- |
| Résidences principales (en %)                           | 75,3               | 77,4  | 82,1           |
| Résidences secondaires et logements occasionnels (en %) | 11,1               | 10,6  | 9,7            |
| Logements vacants (en %)                                | 13,6               | 12    | 8,2            |

## Histoire
Le village était desservi de 1884 à 1938  par la gare de Toucy-Moulins, située à proximité du territoire communal, sur la ligne de Triguères à Surgy. En 1929,  on y  compte 6 trains par jour, 3 dans chaque sens. Le parcours le plus rapide, Triguères-Clamecy, est effectué en 2 h 38 avec un arrêt de 30 min à Toucy - Moulins.

## Politique et administration

### Rattachements administratifs et électoraux

#### Rattachements administratifs
La commune se trouve dans l'arrondissement d'Auxerre du département de l'Yonne.
Elle faisait partie depuis 1793 du canton de Toucy. Dans le cadre du redécoupage cantonal de 2014 en France, cette circonscription administrative territoriale a disparu, et le canton n'est plus qu'une circonscription électorale.

#### Rattachements électoraux
Pour les élections départementales, la commune fait partie depuis 2014 du canton de Cœur de Puisaye
Pour l'élection des députés, elle fait partie de la première circonscription de l'Yonne.

### Intercommunalité
Moulins-sur-Ouanne était membre de la communauté de communes du Toucycois, un établissement public de coopération intercommunale (EPCI) à fiscalité propre créé fin 2000 et auquel la commune avait transféré un certain nombre de ses compétences, dans les conditions déterminées par le code général des collectivités territoriales.
Conformément aux prescriptions de la loi de réforme des collectivités territoriales du 16 décembre 2010, qui a prévu le renforcement et la simplification des intercommunalités et la constitution de structures intercommunales de grande taille, cette intercommunalité fusionne avec ses voisines pour former le 1er janvier 2013, la communauté de communes Cœur de Puisaye. Une seconde fusion intervient dans le cadre des dispositions de la loi portant nouvelle organisation territoriale de la République du 7 août 2015, qui prévoit que les établissements publics de coopération intercommunale (EPCI) à fiscalité propre doivent avoir un minimum de 15 000 habitants, cette intercommunalité a fusionné avec deux autres structures intercommunales pour former, le 1er janvier 2017, la communauté de communes de Puisaye-Forterre, dont est désormais membre la commune.

## Équipements et services publics

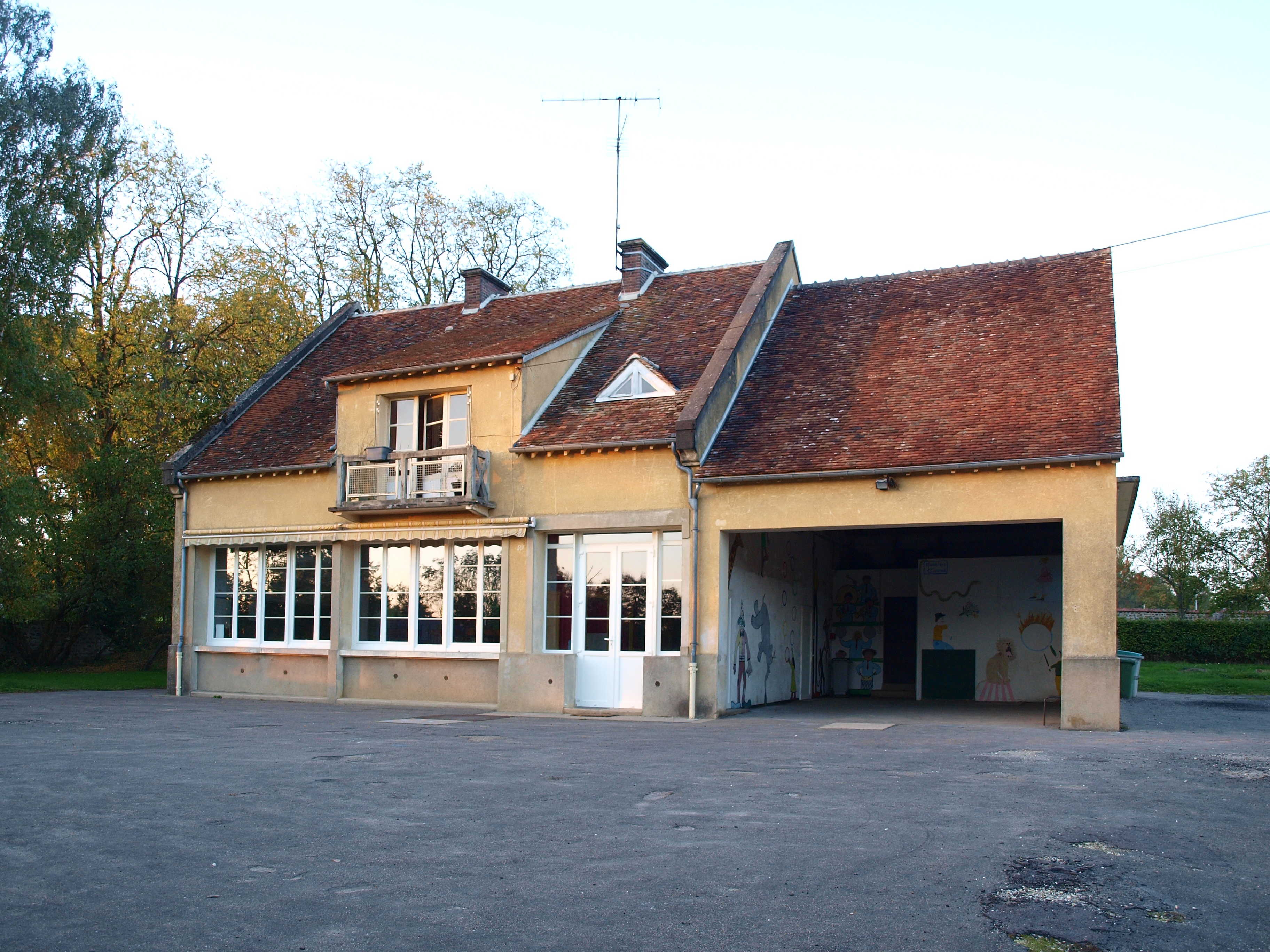
L'école primaire.

### Liste des maires

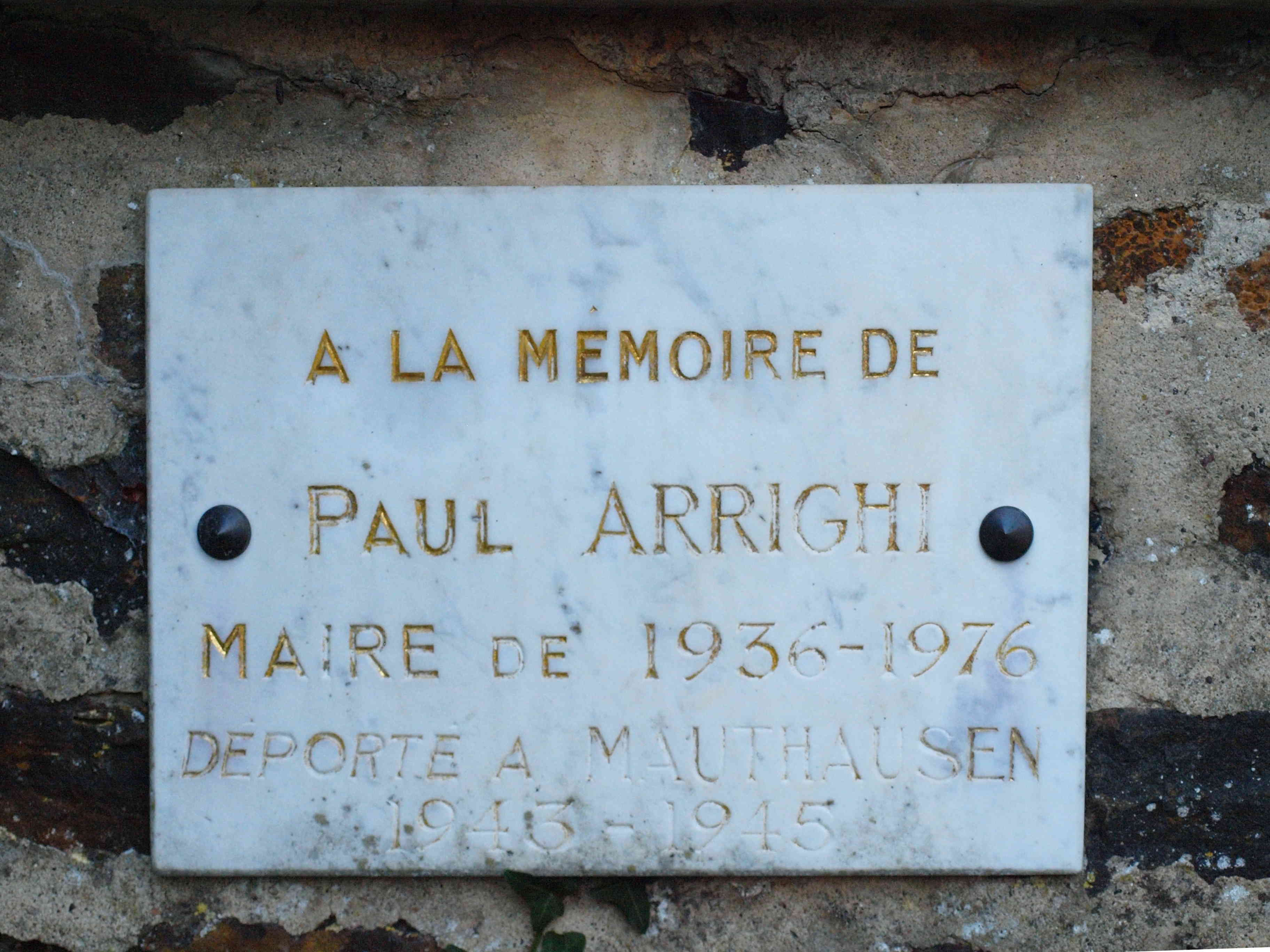
Plaque commémorative du maire Paul Arrighi, maire de 1936 à 1976.

| Période                                  | Période                        | Identité                       | Étiquette                  | Qualité |
| ---------------------------------------- | ------------------------------ | ------------------------------ | -------------------------- | --- |
| Les données manquantes sont à compléter. |                                |                                |                            | |
|                                          |                                |                                |                            | |
| 1936                                     | 1976                           | Paul Arrighi,                  | Radical                    | Avocat, professeur d'université, résistant, déporté Conseiller général de Toucy (1945 → 1970) Président du conseil général de l'Yonne (1958 → 1970) Membre de l’Assemblée consultative provisoire en 1944/1945                                                                                   |
|                                          |                                |                                |                            | |
| avant 1995                               | mars 2008                      | Jean-Claude Boyer              | DVD                        | |
| mars 2008                                | En cours (au 30 novembre 2023) | Jean-Philippe Saulnier-Arrighi | LR puis Agir puis Horizons | Avocat, descendant de Paul Arrighi Président de la CC Communauté de communes du Toucycois ( ? → 2012) Président de la CC Cœur de Puisaye (2013 → 2016) Président de la CC de Puisaye-Forterre (2017 → ) Conseiller régional de Bourgogne-Franche-Comté (2016 → ) Réélu pour le mandat 2020-2026, |

## Population et société

### Démographie
L'évolution du nombre d'habitants est connue à travers les recensements de la population effectués dans la commune depuis 1793. Pour les communes de moins de 10 000 habitants, une enquête de recensement portant sur toute la population est réalisée tous les cinq ans, les populations de référence des années intermédiaires étant quant à elles estimées par interpolation ou extrapolation. Pour la commune, le premier recensement exhaustif entrant dans le cadre du nouveau dispositif a été réalisé en 2004.

En 2022, la commune comptait 279 habitants, en évolution de −7,31 % par rapport à 2016 (Yonne : −1,95 %, France hors Mayotte : +2,11 %).
| 1793 | 1800 | 1806 | 1821 | 1831 | 1836 | 1841 | 1846 | 1851 |
| ---- | ---- | ---- | ---- | ---- | ---- | ---- | ---- | ---- |
| 297  | 324  | 308  | 315  | 326  | 358  | 313  | 331  | 354  |

| 1856 | 1861 | 1866 | 1872 | 1876 | 1881 | 1886 | 1891 | 1896 |
| ---- | ---- | ---- | ---- | ---- | ---- | ---- | ---- | ---- |
| 345  | 366  | 345  | 345  | 380  | 453  | 404  | 412  | 353  |

| 1901 | 1906 | 1911 | 1921 | 1926 | 1931 | 1936 | 1946 | 1954 |
| ---- | ---- | ---- | ---- | ---- | ---- | ---- | ---- | ---- |
| 336  | 322  | 287  | 243  | 229  | 240  | 229  | 233  | 208  |

| 1962 | 1968 | 1975 | 1982 | 1990 | 1999 | 2004 | 2006 | 2009 |
| ---- | ---- | ---- | ---- | ---- | ---- | ---- | ---- | ---- |
| 196  | 196  | 192  | 187  | 200  | 220  | 216  | 218  | 299  |

| 2014 | 2019 | 2022 | - | - | - | - | - | - |
| ---- | ---- | ---- | - | - | - | - | - | - |
| 302  | 293  | 279  | - | - | - | - | - | - |

## Culture locale et patrimoine

### Lieux et monuments
- L'église Saint-Denis.
- Lavoir.
- Monument aux morts[24].
- Train touristique de Puisaye-Forterre[25]

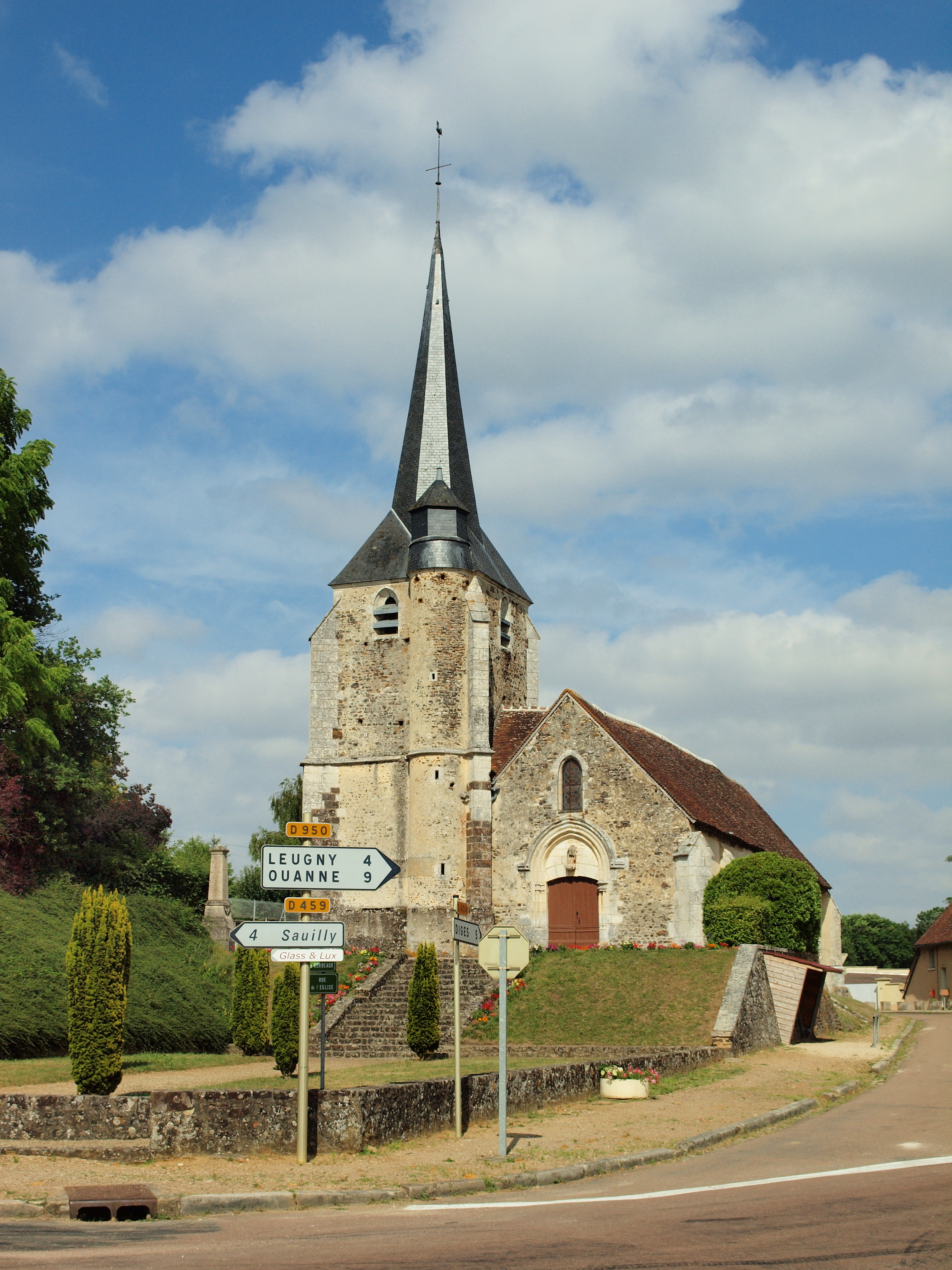
L'église Saint-Denis...
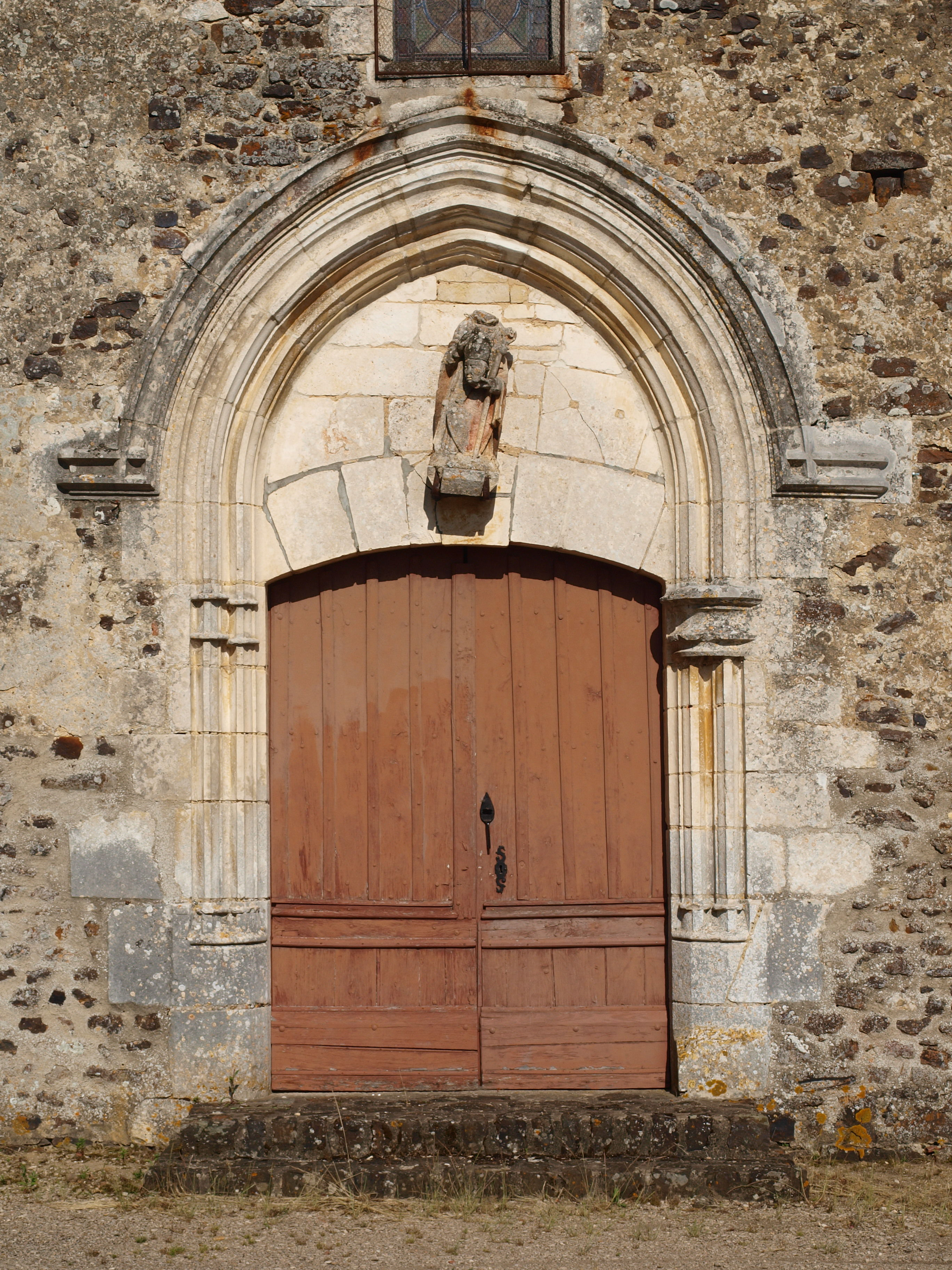
... son portail...
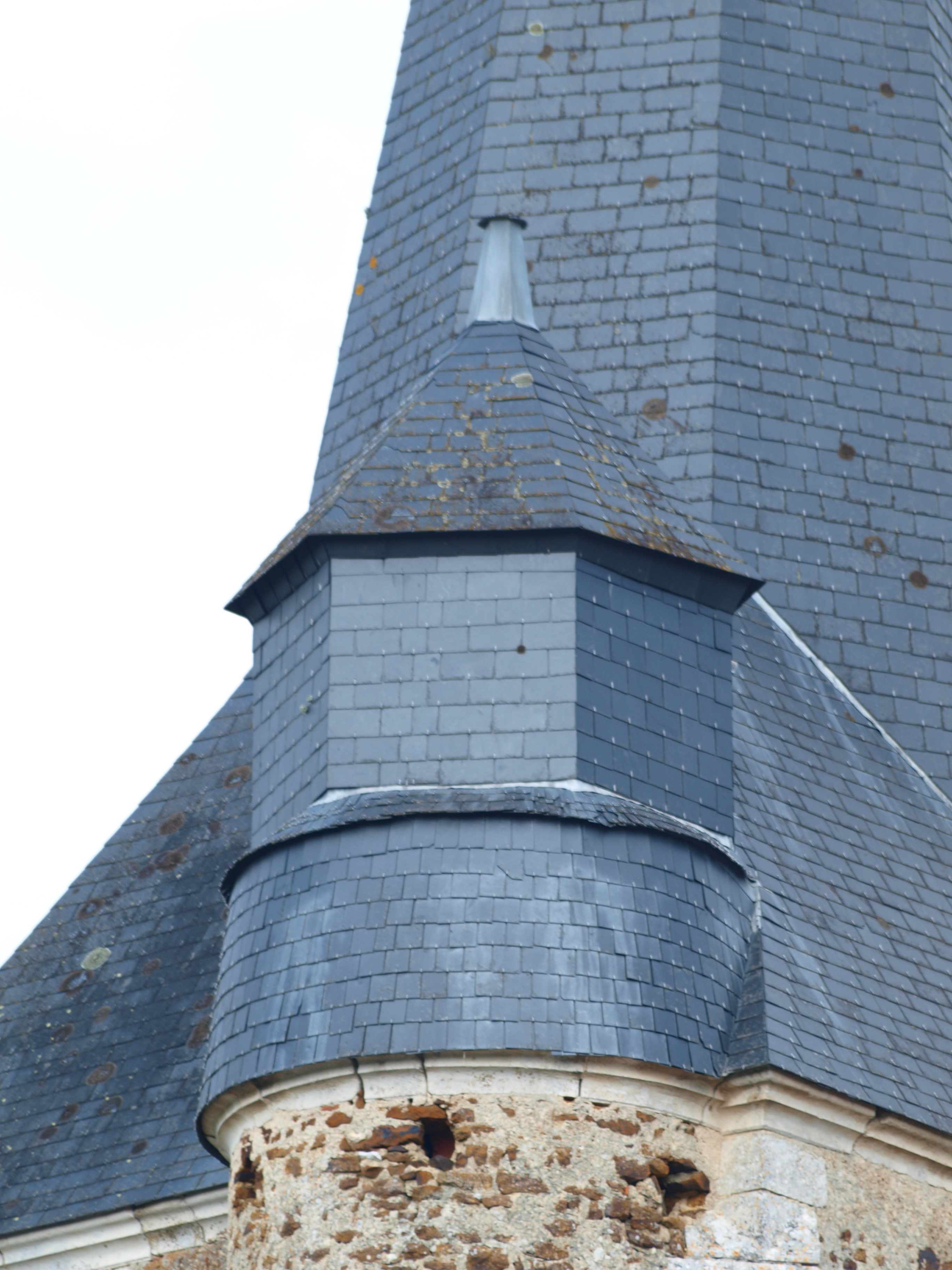
... faîtage de la tour d'escalier.
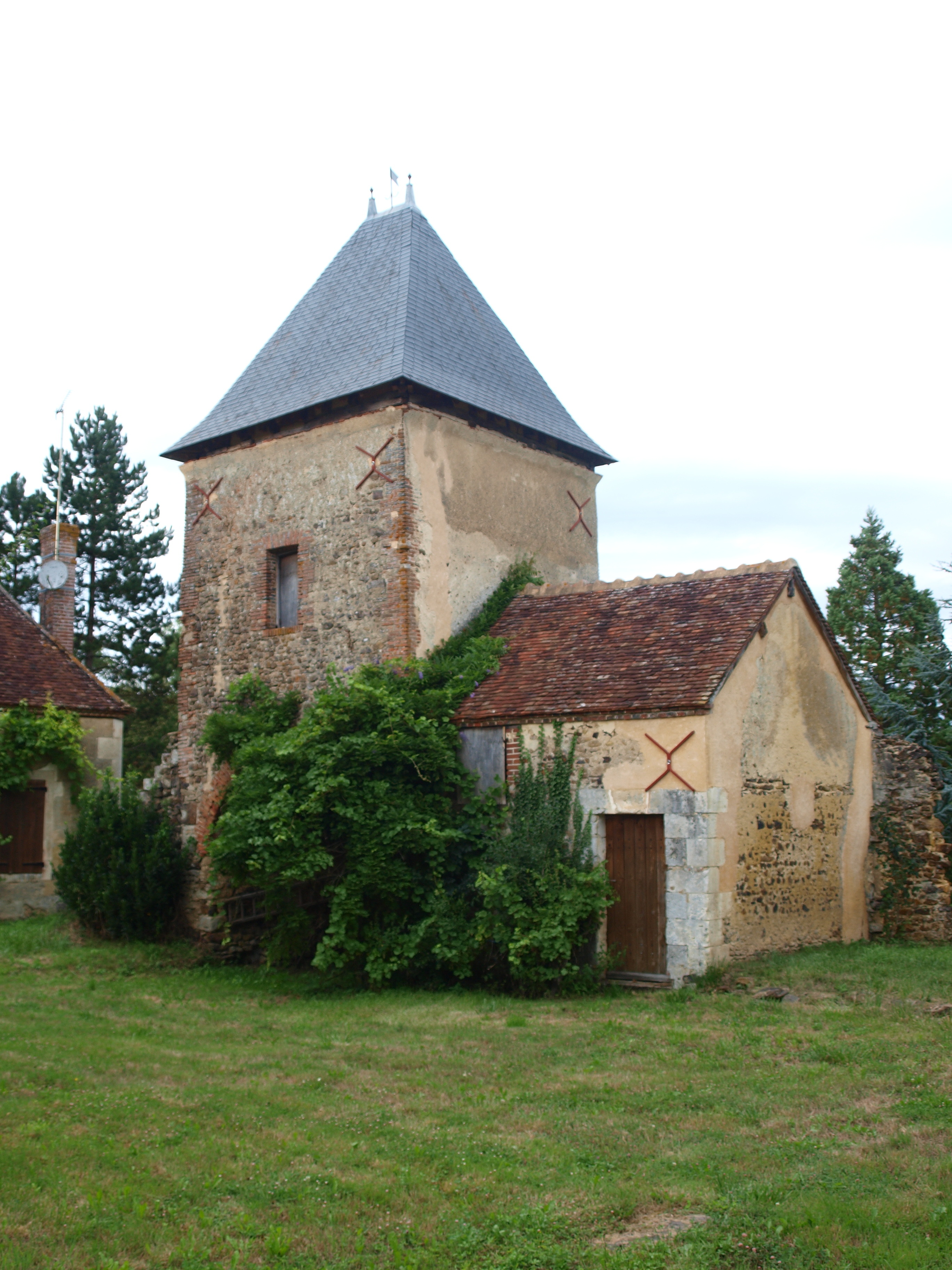
Bâtiment ancien au hameau des Allins.
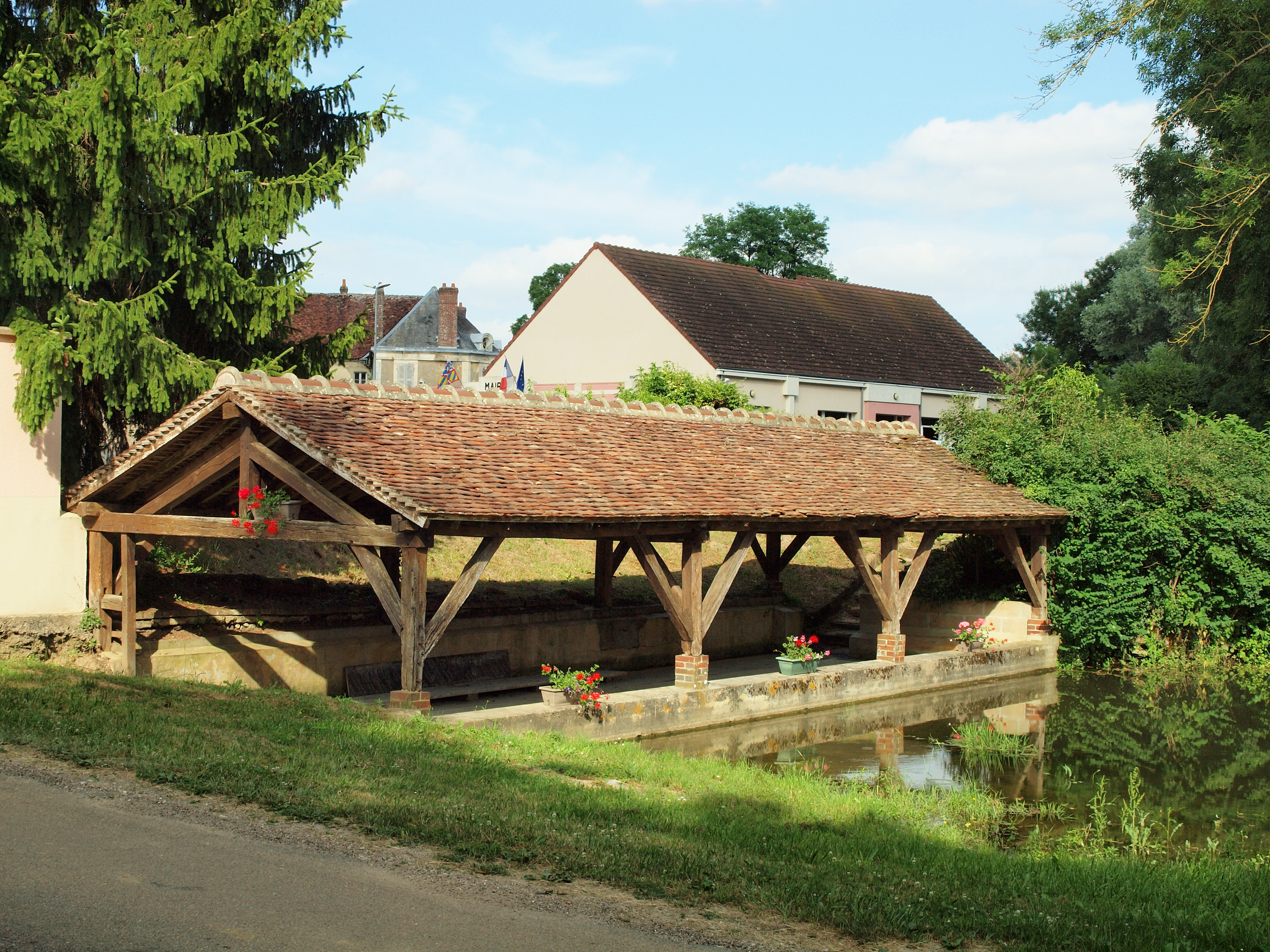
Lavoir.
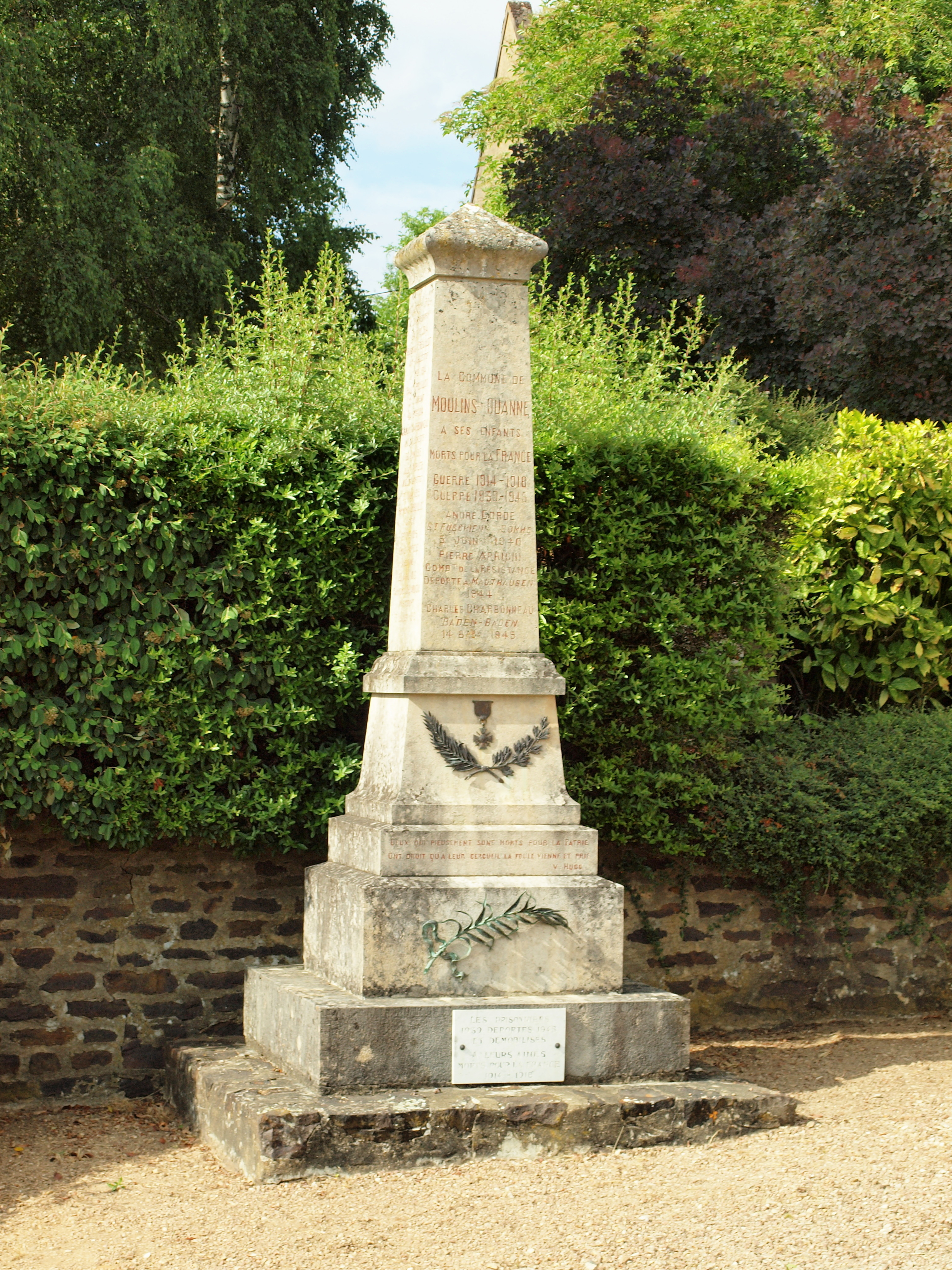
Monument aux morts

## Pour approfondir